# Sujeong-gu
Sujeong-gu är ett av de tre stadsdistrikten (gu) i staden Seongnam i provinsen Gyeonggi strax söder om Sydkoreas huvudstad Seoul. Vid utgången av 2020 hade distriktet 251 371 invånare.

## Administrativ indelning
Distriktet är indelat i 17 stadsdelar (dong):
Bokjeong-dong,
Dandae-dong,
Godeung-dong,
Sanseong-dong,
Siheung-dong,
Sinchon-dong,
Sinheung 1-dong,
Sinheung 2-dong,
Sinheung 3-dong,
Sujin 1-dong,
Sujin 2-dong,
Taepyeong 1-dong,
Taepyeong 2-dong,
Taepyeong 3-dong,
Taepyeong 4-dong,
Wirye-dong och
Yangji-dong.